# Słowackie stacje telewizyjne
Lista publicznych oraz prywatnych stacji telewizyjnych na Słowacji nadających zarówno obecnie, jak i w przeszłości.

## Publiczne
- Rozhlas a televízia Slovenska
  - Jednotka
  - Dvojka
  - Trojka
  - Šport
  - 24

## Prywatne
- TV Markíza – nadaje od roku 1996
- TA3 – nadaje od roku 2001
- Music Box – nadaje od roku 2002, muzyczna telewizja
- TV JOJ – nadaje od roku 2002[1]
- TVA – nadaje od roku 2003, telewizja reklamowa
- TV LUX – nadaje od roku 2008, telewizja chrześcijańska
- JOJ Plus – nadaje od roku 2008
- Musiq1 – nadaje od roku 2008, telewizja muzyczna
- Markíza Doma – nadaje od roku 2009
- TV Patriot – nadaje tylko drogą satelitarną
- Markíza Dajto – nadaje od roku 2012
- JOJ WAU – nadaje od roku 2013
- JOJ Šport – nadaje od roku 2021
- JOJ 24 – nadaje od roku 2022
- Markíza Krimi – nadaje od roku 2022
- JOJ Svet – nadaje od roku 2023

### Regionalne stacje telewizyjne
- TV B52
- BTV – Bardejovská televízia
- TV Karpaty
- MsTV Komárno
- KTV – Kysucká televízia
- TV Liptov
- MTR – Mestská Televízia Ružomberok
- MTT – Mestská televízia Trnava
- TV Myjava
- TV Naša
- TV Nové Zámky
- TV Pezinok
- TV Poprad
- TVP – TV Prievidza
- PTV – Púchovská televízia
- TV Reduta
- RTV Banská Bystrica
- TV Sen
- TV Skalica
- TV Teleprior
- TV Trenčín
- TV Wywar
- TV Zemplín

## Internetowe stacje telewizyjne
(nadające wyłącznie w Internecie)
- Huste.sk – nadaje od roku 2008[2]

## Stacje telewizyjne, które już nie nadają
- Česko-slovenská televízia – nadawała w okresie od 25 lutego 1954 do 31 grudnia 1992
- TA 3 (1991–1992) – nadawała w okresie od 6 czerwca 1991 do 30 września 1992
- Danubius Cable TV – nadawała w okresie od 16 stycznia do 16 maja 1995[3]
- VTV – nadawała w okresie od 22 kwietnia 1995 do stycznia 2000
- TV Luna – nadawała w okresie od 27 listopada 1999[4] do 24 września 2001